# Jaromír Mundy
Jaromír Candid Franz Mundy (3. října 1822 Veveří – 23. srpna 1894 Vídeň) byl moravský šlechtic, čestný rytíř a generál-šéflékař maltézského řádu v Českém velkopřevorství. Byl také iniciátorem a propagátorem myšlenky řádových sanitních vlaků.

## Životopis
Narodil se jako čtvrtý syn v rodině barona Jana von Mundyho na hradě Veveří u Brna. Studia zahájil na brněnském gymnáziu poté absolvoval filozofii a nastoupil ke studiu teologie. V té době ale projevil zájmem o medicínu. Studium nedokončil, začal s lékaři navštěvovat nemocnice a pacienty s cholerou. Pro jeho vzpurnost jej otec poslal do vojenské služby. Nastoupil jako kadet k 49. pluku ve Vídni. V necelých třiceti letech byl povýšen na hejtmana a přeložen k 6. pěšímu pluku do Haliče. Jako lékař a dobrovolník pomáhal v prusko-francouzské válce 1870-71, srbsko-turecké válce 1876-77 a rusko-turecké 1877-78. Roku 1881 založil první rychlou zdravotní pomoc (Vídeňská záchranná společnost) v Rakousku-Uhersku.
Mluvil plynně česky, německy, chorvatsky, italsky a francouzsky. Dovedl překládat maďarsky a turecky. Stal se v roce 1870 čestným rytířem a generál-šéflékařem maltézského řádu v Českém velkopřevorství. Jako první přišel s myšlenkou řádových sanitních vlaků.
Jeho stav se postupně zhoršoval. Trpěl maniodepresivní psychózou a těžkou záduchou. Svůj život zakončil sebevraždou 23. srpna 1894, kdy se v těžké depresi zastřelil pistolí na nábřeží dunajského průplavu.